# Mecynogea bigibba
Mecynogea bigibba är en spindelart som beskrevs av Simon 1903. Mecynogea bigibba ingår i släktet Mecynogea och familjen hjulspindlar. Inga underarter finns listade i Catalogue of Life.